# Computervisualistik
Computervisualistik ist ein Studiengang, der an den Universitäten in Magdeburg und Koblenz sowie an der Hochschule Hamm-Lippstadt angeboten wird. Er wurde zuerst 1996 an der Universität Magdeburg auf maßgebliche Initiative von Thomas Strothotte eingerichtet.

## Inhalte
Der Studiengang Computervisualistik ist interdisziplinär. Seine Schwerpunkte liegen auf der computergestützten Erstellung und Auswertung von Grafiken und Bildern sowie deren Einbindung in komplexe Anwendungen. Neben den Informatikfächern sind auch Teilgebiete der Psychologie, der Medizin, des Designs, der Architektur und der Werkstoffwissenschaften Teil des Studiums.

### Bachelorstudium
Ziel des Bachelorstudiums im Studiengang Computervisualistik ist es, ein fundiertes, wissenschaftliches Basiswissen in den bildbezogenen Aspekten der Informatik zu vermitteln, sowie die wissenschaftliche Durchdringung und gleichzeitig arbeitsmarkt- und berufsorientierte Aufbereitung in den Anwendungen der Computervisualistik und eine Vertiefung in ausgewählten Schwerpunkten der Computervisualistik und ihrer Anwendungsfächer zu erzielen.

### Masterstudium
Die spezifischen Ziele im Masterstudiengang Computervisualistik umfassen die Möglichkeit, sich in den Säulen des Bachelorstudiengangs Informatik, Computervisualistik (im engeren Sinn, also Bildanalyse, Computergrafik, …), Allgemeine Visualistik und Anwendungsfach zu vertiefen, wobei mindestens ein Schwerpunkt aus dem Informatikbereich zu wählen ist. Die Lehrveranstaltungen sind forschungsnah, weisen einen hohen Anteil Selbststudium auf und sind dadurch insbesondere darauf ausgerichtet, Studierende auf die Masterarbeit und auf eine Tätigkeit mit hoher Autonomie vorzubereiten.

## Universitäten
- Otto-von-Guericke-Universität Magdeburg
- Universität Koblenz
- Hochschule Hamm-Lippstadt

## Verwandte Studiengänge
- Visual Computing
- Medieninformatik
- Bildinformatik